# Geranium nanum
Geranium nanum là một loài thực vật có hoa trong họ Mỏ hạc. Loài này được Coss. ex Batt. & Trab. mô tả khoa học đầu tiên năm 1888.